# Batalla de Hastenbeck
La batalla de Hastenbeck (26 de juliol de 1757) fou un enfrontament que tingué lloc durant la guerra dels set anys, entre les forces aliades de Hannover, Hesse-Kassel i Brunswick, per una banda, i les forces del Regne de França, per l'altra. Els aliats foren derrotats per l'exèrcit francès prop de Hamelín a l'electorat de Hannover .

## Prolegòmens
Els francesos, aliats amb Àustria, Rússia, Suècia i Saxònia durant la Guerra dels Set Anys, van envair Alemanya l'abril de 1757 amb dos exèrcits, amb un total d'uns 100.000 soldats. Els francesos esperaven distreure el Regne de Prússia, aliat amb Gran Bretanya i Hannover, i allunyar-lo del teatre bohemi, on Prússia i Àustria es van enfrontar diverses vegades (Lobositz, Praga, Kolin).
Un dels dos exèrcits francesos, sota el comandament del príncep de Soubise, va marxar a través d'Alemanya central i es va unir a l'exèrcit imperial (Reichsarmee), comandat per Prinz von Hildburghausen. Aquest exèrcit combinat es va enfrontar més tard amb un exèrcit prussià a la batalla de Rossbach, el 5 de novembre de 1757 amb un resultat desastrós.
L'altre exèrcit francès, comandat pel mariscal Louis Charles d'Estrées, estava format per uns 50.000 infants, 10.000 cavallers i 68 canons i es dirigí directament cap a l'electorat de Hannover. Prússia estava molt empantanegada amb els seus enemics Àustria, Rússia i Suècia en altres fronts, de manera que no va poder ajudar en el front occidental; aquesta tasca va recaure en l'exèrcit d'observació de Hannover, que tenia poc suport de Prússia (només sis batallons). La part principal de l'exèrcit d'observació de Hannover procedia de Hannover (al voltant del 60%) i de Hesse (aproximadament el 25%), amb forces més petites de Brunsvic i Prússia. La força total de l'exèrcit d'observació de Hannover era d'uns 30.000 infants, 5.000 cavallers i 28 canons. Aquest exèrcit estava comandat per Guillem August, duc de Cumberland, fill del rei Jordi II de Gran Bretanya.
Hannover es va negar a defensar el Rin a l'oest del Weser. Això no va deixar als prussians cap altra opció que abandonar la fortalesa de Wesel i també la línia del Lippe a l'abril. El principal objectiu de Cumberland era evitar l'ocupació de Hannover. Primer va concentrar el seu exèrcit a Bielefeld i, després d'una breu aturada a Brackwede, va creuar el Weser al sud de Minden. La idea era utilitzar el Weser com a línia de defensa natural i impedir que les tropes franceses travessessin el riu. El duc de Cumberland va desplegar les seves forces principals a Hamelín, que es troba a un parell de quilòmetres al nord-oest de Hastenbeck i va deixar els batallons prussians com a guarnició a Minden. També va desplegar petites patrulles al llarg del Weser. Mentrestant, els francesos van enviar un destacament cap al nord per capturar Emden, un important punt d'accés a Europa per a la Gran Bretanya, el 3 de juliol. Més tard van enviar un altre destacament al sud, que va prendre Kassel el 15 de juliol.

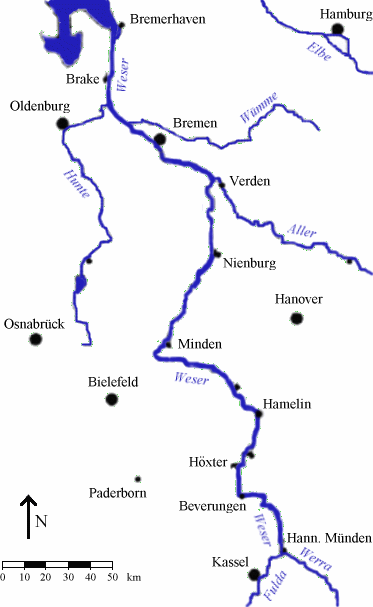
El Weser i les fortaleses d'Hamelín, Minden, Nienburg i Bremen formaven una línia de defensa natural.

Durant la nit del 7 de juliol, una potent formació de la guàrdia francesa va travessar el riu Weser a la vora de la ciutat de Beverungen. Malgrat que el riu Weser no s'acostuma a poder travessar amb facilitat, durant l'estiu el nivell d'aigua baixa fins als 80 cm entre Münden i Hamelín, cosa que permet que infanteria i cavalleria el creuin. Les tropes franceses van avançar cap al nord i van establir un cap de pont a Höxter. L'exèrcit principal va creuar el Weser el 16 de juliol; el duc de Cumberland no tingué cap altra opció que desplegar les seves tropes al sud de Hamelín i enfrontar-se a Estrées. En aquell moment, els batallons prussians van rebre l'ordre d'abandonar aquest teatre d'operacions i unir-se a Frederic el Gran, després de perdre la batalla de Kolin contra Àustria.

## Batalla
Els exèrcits es van trobar el matí del 25 de juliol al poble de Hastenbeck. El comandant del flanc dret francès, el general François de Chevert, va rebre l'ordre d'atacar les tropes de Hannover al poble de Voremberg, però no va aconseguir expulsar-les. Com que l'esquerra francesa amb el general Duc de Broglie encara estaven creuant el Weser prop de Hamelín, d'Estrées va decidir posposar la batalla fins que totes les seves tropes estiguessin llestes.
L'endemà l'exèrcit de Hannover s'havia situat en una línia des de Hamelín fins a Voremberg. El seu flanc dret estava aferrat al riu Hamel i al rierol Hastenbach. El centre hannoverià estava desplegat al nord de la vila de Hastenbeck, a la zona més elevada darrere de la ciutat s'havia situat una bateria d'artilleria. L'esquerra hannoveriana consistia en dues bateries atrinxerades, amb batallons de granaders que les protegien. L'extrem esquerre estava ancorat al turó d'Obensburg. Cumberland va cometre l'error d'assumir que aquest turó era infranquejable per a les tropes en formació i només hi va desplegar tres companyies de Jäger, cosa que deixava tot el flanc esquerre molt exposat.
El general Chevert va rebre l'ordre de flanquejar la posició hannoveriana amb quatre brigades. A les 9 del matí, aquesta força va avançar cap al turó d'Obensburg en tres columnes i va aixafar ràpidament els Jäger. El duc de Cumberland, veient la seva posició amenaçada per la rereguarda, va ordenar que les seves reserves i els granaders protegissin els canons per recapturar l'Obensburg. L'ús d'aquests granaders per al contraatac cap al turó d'Obensburg va implicar que ja no estaven disponibles al centre quan es van iniciar els principals atacs francesos.
L'atac principal francès consistí en l'avenç del general d'Armentières cap a Voremberg amb cinc brigades d'infanteria més quatre regiments de dracs desmuntats. Al mateix temps, el centre francès va atacar la bateria situada just al seu nord. La gran bateria hannoveriana va poder rebutjar alguns atacs francesos, però finalment els canons van quedar superats. Quan la infanteria de reserva de Hannover va arribar a l'Obensburg, els hannoverians van poder recuperar la iniciativa momentàniament, però com que el duc de Cumberland havia començat a retirar l'exèrcit, no van poder mantenir la posició, que corria el risc de quedar aïllada. Malgrat tot, Cumberland aconsegueix retirar la majoria de les seves tropes en bon ordre; quan, cap a les sis de la tarda, els francesos tornen a avançar, ja és massa tard per enxampar les forces enemigues.

## Conseqüències
Les pèrdues d'ambdós bàndols són semblants, però d'Estrées va aconseguir ocupar el camp de batalla mentre que Cumberland va haver de retirar-se. La victòria francesa, però, queda mitigada perquè poc després, el 3 d'agost, d'Estrées és rellevat del seu comandament a causa d'intrigues a la cort; el seu lloc l'ocuparà el duc de Richelieu, després del seu triomf a Menorca. Durant la batalla, la vila de Hastenbeck va quedar destruïda gairebé del tot; només l'església i algunes granges no van acabar derruïdes.
La batalla va dur a l'ocupació de Hannover i de Brunsvic mentre les tropes franceses persegueixen Cumberland, que arriba al mar del Nord i abandona la zona per mar. El 9 de setembre se signa la convenció de Kloster-Zeven, que confirma l'ocupació francesa, però obliga a alliberar tots els presoners hannoverians.